# Списък на темите в Анатомията на Грей: XII. Повърхностна анатомия
Темите (279-292) по-долу са покрити в глава XII-та: Повърхностна анатомия от Анатомията на Грей (версия от 1918 г.)

## Повърхностна анатомия наглаватаиврата(Тема 279)

### Страница 1287
- Кости
  - external occipital protuberance
  - superior nuchal line
  - median nuchal crest
  - mastoid process

### Страница 1288
- Кости
  - transverse process of the atlas
  - zygomatic arch
  - superior temporal line
  - parietal eminences
  - frontal eminences
  - superciliary arches
  - glabella
  - nasion (frontonasal suture)
  - Носова кост
  - orbital margin
  - supraorbital notch
  - Скулова кост
  - zygomatic tubercle
  - zygomaticofrontal suture
  - Долна челюст
  - Подезична кост

- Стави и мускули
  - temporomandibular articulation

### Страница 1289
- Стави и мускули
  - Кръгов мускул на окото
  - Procerus
  - labial muscles
  - Голям дъвкателен мускул
  - Temporalis
  - Platysma
  - Гръдноключичносисовиден мускул

### Страница 1290
- Стави и мускули
  - Sternohyoideus
  - Sternothyreoideus
  - Digastricus
  - Trapezius
  - supraclavicular fossa
  - Omohyoideus

- Артерии
  - subclavian artery
  - transverse cervical
  - Обща и външна сънна артерия
  - external maxillary artery
  - Тилна артерия
  - posterior auricular artery
  - superficial temporal artery
  - supraorbital artery

## Surface markings of special regions наглаватаиврата(Тема 280)

### Страница 1291
- Preauricular lymph glands: point
- bones of Human cranium
- Reid's base line

### Страница 1292
- Brain
- brain
- cerebellum
- cerebral hemisphere

### Страница 1293
- fissures of brain

### Страница 1294
- Лице
- Meningeal artery
- Горночелюстна артерия
- frontal sinus
- ventricular system of brain
- maxillary sinus
- middle meningeal artery
- transverse sinus

### Страница 1295
- Parotid duct
- parotid duct
- gland
- trigeminal nerve
- Trigeminal impression

### Страница 1296
- Нос
- Уста
  - philtrum
  - frenulum

### Страница 1297
- palatine arches
- Език

### Страница 1298
- Сливица

### Страница 1299
- Клепачи
- caruncula lacrimalis
- Око
- lacrimal puncta
- sac
- Ларинкс
- nasal part of human pharynx
- nasolacrimal duct
- palpebral fissure
- plica semilunaris
- pupil

### Страница 1300
- Ухо
- membrane

### Страница 1301
- Ларинкс
- hyoid bone
- Врат
- trachea
- tympanic antrum

### Страница 1302
- Carotid arch
- Carotid arch
- common carotid artery
- external carotid artery

## Повърхностна анатомия нагърба(Тема 281)

### Страница 1303
- Subclavian arteries: marking of:
- accessory nerve
- Гръб
- plexus
- cervical cutaneous nerve
- facial nerve
- great auricular nerve
- Вени
- lesser occipital nerve
- phrenic nerve
- Подключична артерия
- submaxillary gland
- supraclavicular nerves
- vertebral column

## Surface markings of theback(Тема 282)

### Страница 1305
- Vertebral arch: surface form of:

### Страница 1306
- medulla spinalis
- subdural and subarachnoid cavities

## Повърхностна анатомия нагръдния кош(Тема 283)

### Страница 1307
- Кости
  - Ребра
  - Гръдна кост
  - jugular notch
  - sternal angle
  - infrasternal notch
  - xiphoid process

- Мускули
  - triangle of ausculation

- Mamma
  - mammary papilla

## Surface markings of thethorax(Тема 284)

### Страница 1308
- Bony Landmarks

### Страница 1309
- Diaphragm

- Surface Lines
  - midsternal line
  - mammary line
  - midclavicular line
  - lateral sternal line
  - parasternal line
  - anterior axillary line
  - posterior axillary line
  - midaxillary line
  - scapular line
- Pleurae

### Страница 1310
- Lungs
  - anterior borders

### Страница 1311
- Бели дробове
  - lower border
  - posterior borders
  - oblique fissure
  - horizontal fissure of right lung
- Vertebrate trachea
- Хранопровод
- Сърце
  - coronary sulcus
  - anterior longitudinal sulcus
  - pulmonary orifice
  - aortic orifice
  - left atrioventricular opening
  - right atrioventricular opening

### Страница 1312
- Артерии
  - ascending aorta
  - aortic arch
  - innominate artery
  - left common carotid artery
  - internal mammary artery

- Вени
  - right innominate vein
  - left innominate vein
  - superior vena cava
  - inferior vena cava

## Повърхностна анатомия накорема(Тема 285)

### Страница 1313
- Кожа
  - iliac furrow
  - fold of the groin
  - striae gravidarum or striae albicantes
  - linea nigra
- Кости
- Мускули
  - Obliquus externus
  - lumbar triangle
  - Rectus abdominis
  - linea semilunaris
  - tendinous inscriptions
- Кръвоносни съдове
  - Коремна аорта

- Вътрешности
  - digestive tube

### Страница 1314
- Вътрешности
  - Черен дроб

### Страница 1315
- Вътрешности
  - Панкреас
  - Бъбреци

## Surface markings накорема(Тема 286)

### Страница 1315
- Мускули
  - Прав коремен мускул
  - Външен кос коремен мускул
  - Пъп
  - subcutaneous inguinal ring
  - abdominal inguinal ring
  - inguinal canal

- surface lines
  - transpyloric line
  - transtubercular line

### Страница 1316
- surface lines
  - zones
    - subcostal zone
    - umbilical zone
    - hypogastric zone

  - regions
    - epigastric region
    - right and left hypochondriac region
    - umbilical region
    - right and left lumbar region
    - hypogastric region or pubic region
    - right and left iliac region or inguinal region

### Страница 1317
- Стомах

### Страница 1319
- Стомах
  - space of Traube

- Дванадесетопръстник

- Small intestine
  - ileocolic junction

- Cecum and Vermiform Process
  - Сляпо черво
  - Апендикс

- Ascending colon
  - right colic flexure

- Transverse colon

### Страница 1320
- Descending colon
  - left colic flexure
- Iliac colon
- Черен дроб
  - Жлъчен мехур
- Панкреас
- Далак
- Бъбреци

### Страница 1321
- Пикочопроводи

- Кръвоносни съдове
  - inferior epigastric artery
  - Hesselbach's triangle
  - Коремна аорта

### Страница 1322
- Кръвоносни съдове
  - Обща хълбочна артерия
  - Външна хълбочна артерия
  - celiac artery
  - superior mesenteric artery
  - renal arteries
  - inferior mesenteric artery

## Surface markings of theperineum(Тема 288)

### Страница 1322
- Rectum and Anal Canal

### Страница 1323
- Male Urogenital Organs
  - Пещеристо тяло
  - glans penis
  - Скротум
  - Тестиси
  - Надсеменник
  - Семепровод
  - trigone
  - torus uretericus
  - plicae uretericae
  - Пикочопровод
  - Пикочен канал
- Female Urogenital Organs
  - pudendal cleft
  - Влагалище
  - Пикочен канал
  - Химен
  - fossa navicularis
  - Бартолинови жлези

### Страница 1325
- Female Urogenital Organs
  - anal canal
  - Право черво
  - rectouterine excavation
  - vaginal fornices
  - Маточна шийка
  - body of the uterus
  - Маточна тръба
  - Яйчници
  - vestibule
  - glans
  - Препуциум на клитора
  - mons pubis

## Повърхностна анатомия нагорния крайник(Тема 289)

### Страница 1325
- Кожа

### Страница 1326
- Кости
  - Ключица
  - Лопатка
  - Раменна кост
  - Лакътна кост

### Страница 1327
- Кости
  - Лъчева кост
  - navicular
  - greater multangular
  - pisiform
  - hamate bone
  - triangular bone
  - metacarpal bones
  - Фаланги

### Страница 1328
- Стави
  - sternoclavicular joint
  - acromioclavicular joint
  - Раменна става
  - Лакътна става
  - radiohumeral joint
  - proximal radioulnar joint
  - distal radioulnar joint
  - wrist-joint
  - midcarpal articulation
  - metacarpophalangeal joint
  - interphalangeal joint
- Мускули
  - Трапецовиден мускул
  - Latissimus dorsi
  - Голям гръден мускул
  - Малък гръден мускул
  - Serratus anterior

### Страница 1329
- Мускули
  - Делтовиден мускул
  - Голям объл мускул (m. teres major)
  - Клюно-мишничен мускул
  - Двуглав мишничен мускул

### Страница 1330
- Мускули
  - Мишничен мускул
  - Триглав мишничен мускул
  - Pronator teres
  - Flexor carpi radialis
  - Palmaris longus
  - Flexor digitorum sublimis
  - Flexor carpi ulnaris
  - Мишнично-лъчев мускул (m. brachioradialis)
  - Extensores carpi radiales longus and brevis
  - Extensor digitorum communis, Extensor digiti quinti proprius, and the Extensor carpi ulnaris
  - Anconæus
  - Abductor pollicis longus
  - Extensor pollicis brevis

### Страница 1331
- Мускули
  - Palmaris brevis
  - Interossei dorsales
- Артерии
  - subclavian artery
  - axillary artery
  - brachial artery
  - radial artery
- Вени
- Нерви
  - brachial plexus
  - ulnar nerve

## Surface markings нагорния крайник(Тема 290)

### Страница 1331
- Bony Landmarks
- Стави
  - acromioclavicular joint
  - Лакътна става
  - wrist-joint

### Страница 1332
- Мускули
  - Трапецовиден мускул

### Страница 1333
- Мускули
  - Latissimus dorsi
  - Голям гръден мускул
  - Малък гръден мускул

### Страница 1334
- anticubital fossa
- Mucous Sheaths
- Артерии
  - axillary artery
  - thoracoacromial artery
  - lateral thoracic artery
  - subscapular artery

### Страница 1335
- Артерии
  - scapular circumflex artery
  - humeral circumflex artery
  - brachial artery
  - profunda artery
  - nutrient artery
  - superior ulnar collateral artery
  - inferior ulnar collateral artery
  - radial artery
  - ulnar artery
  - superficial volar arch
  - deep volar arch
- Нерви
  - median nerve
  - ulnar nerve

### Страница 1336
- Нерви
  - radial nerve
  - superficial radial nerve
  - axillary nerve

## Повърхностна анатомия надолния крайник(Тема 291)

### Страница 1336
- Кожа
  - gluteal fold

- Кости
  - hip bones
  - Бедрена кост

### Страница 1337
- Кости
  - Коленно капаче
  - Голям пищял
  - Малък пищял
  - talus bone
  - calcaneus
  - navicular
  - first metatarsal bone
  - fifth metatarsal bone
  - Предноходилни кости

### Страница 1338
- Кости
  - Фаланги
- Стави
  - Тазобедрена става
  - Колянна става
  - Глезенна става
- Мускули
  - Tensor fasciæ latæ
  - Sartorius
  - Rectus femoris
  - Vastus lateralis
  - Vastus medialis
  - Vastus intermedius
  - Adductor longus

### Страница 1339
- Мускули
  - Adductor magnus
  - Gracilis
  - Glutæus maximus
  - Biceps femoris

### Страница 1340
- Мускули
  - Semimembranosus
  - Semitendinosus
  - Tibialis anterior
  - Peronæus longus
  - Peronæus brevis
  - Extensor digitorum brevis
  - Interossei dorsales
  - Gastrocnemius
  - Soleus
  - Tibialis posterior
  - Abductor digiti quinti
  - Abductor hallucis

### Страница 1341
- Мускули
  - Flexor digitorum brevis
- Артерии
  - femoral artery
  - popliteal artery
  - anterior tibial artery
  - dorsalis pedis

### Страница 1342
- Артерии
  - posterior tibial artery
- Вени
- Нерви
  - common peroneal nerve

## Surface markings of thelower extremity(Тема 292)

### Страница 1342
- Bony Landmarks
  - Nélaton's line

### Страница 1345
- Bony Landmarks
  - Bryant's triangle
    - Dislocation of hip
- Стави
  - sacroiliac articulations
  - knee-joint
  - ankle-joint
  - talonavicular joint
  - calcaneocuboid joint
  - talonavicular joint
  - fifth tarsometatarsal joint
  - fourth and third tarsometatarsal joints
  - first tarsometatarsal joint
  - second tarsometatarsal joint
  - metatarsophalangeal joints
- Мускули
  - femoral triangle
  - adductor canal
  - popliteal fossa
- Mucous Sheaths
- Артерии
  - superior gluteal artery
  - inferior gluteal artery and internal pudendal artery

### Страница 1346
- Артерии
  - бедрена артерия
  - profunda femoris
  - popliteal artery
  - anterior tibial artery
  - dorsalis pedis artery
  - posterior tibial artery
  - peroneal artery
  - medial plantar artery and lateral plantar artery
  - plantar arch
- Вени
  - great saphenous vein
  - small saphenous vein
- Нерви
  - sciatic nerve
  - tibial nerve
  - common peroneal nerve
  - deep peroneal nerve
  - tibial nerve